# Patinoire Polesud
Polesud (parfois orthographié Pôle Sud et surnommée PS) est la patinoire métropolitaine de Grenoble, située avenue d'Innsbruck, près d'Alpexpo et de Grand'Place.
Elle est le domicile de l'équipe de hockey sur glace de la ville, les Brûleurs de Loups.
Inaugurée le 27 octobre 2001, elle succède à la patinoire Clemenceau. Son coût, entièrement pris en charge par Grenoble-Alpes Métropole, fut évalué à 13 millions d'euros. Elle a été conçue par l'agence Hérault Arnod Architectes.

## Description
Polesud est en réalité un complexe se composant de deux surfaces de glace d'une superficie totale de plus de 3 200 m² : la halle sportive (30 m × 60 m), destinée aux compétitions (hockey sur glace, patinage artistique, short-track) et la halle loisirs (26 m × 56 m), destinée au public.
Avec une capacité d'accueil de spectateurs de 4 208 places (dont 712 places debout),, c'est la deuxième plus grande patinoire de la Ligue Magnus derrière celle de Marseille.
Au-delà des matchs des Brûleurs de Loups, Polesud accueille également des évènements d’envergure tels que des matchs internationaux de hockey sur glace, des spectacles de patinage (Holiday on Ice, gala Stars sur glace, etc.), diverses compétitions officielles ou encore des séances de karts sur glace.

## Compétitions et Galas
Le bâtiment a également accueilli plusieurs compétitions sportives et galas : 
- les championnats du monde de hockey sur glace Division 1 du 16 au 22 avril 2001.
- le Candel'Euro Tour en octobre 2001.
- les championnats de France 2002 de patinage artistique.
- la finale de la coupe de France de hockey sur glace 2003-2004 en mars 2004.
- les championnats de France de patinage de vitesse sur piste courte 2004[4].
- le Trophée de France de patinage artistique pour les éditions de 2017[5], 2018, 2019 et 2021.
- Finale du Grand Prix ISU 2024-2025 de patinage artistique en décembre 2024.

## Accès
Par le réseau TAG : 
- Pôle d'échanges de Grand'place : lignes A, C3, C6, 12, 65 et 67.
- Arrêt "Polesud • Alpexpo" : lignes A, C3, 65 et 67.

Par la rocade sud : échangeur 6.

## Galerie

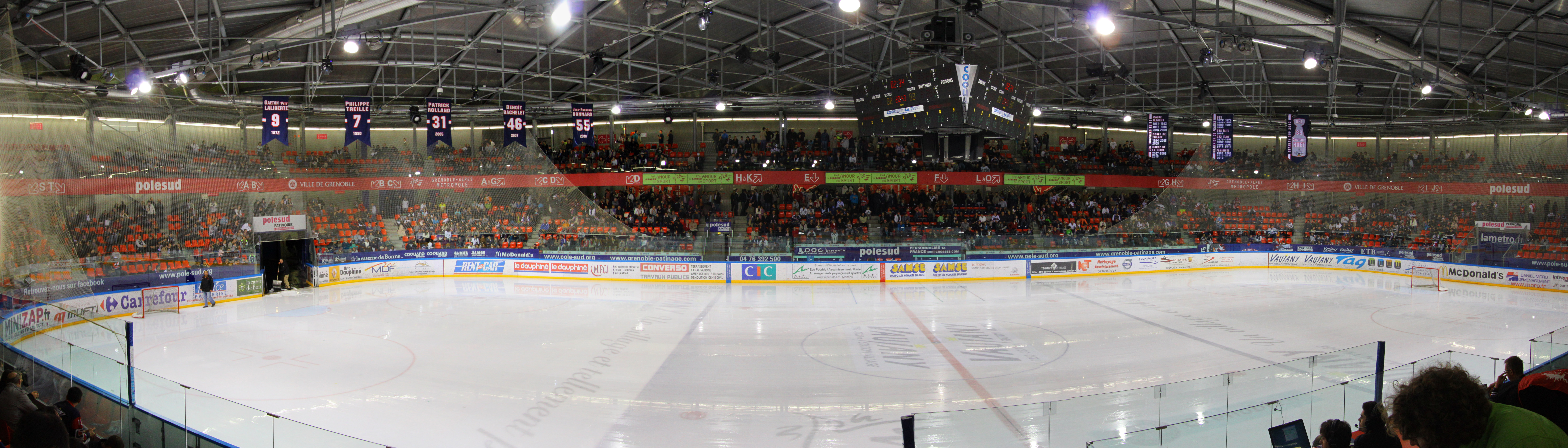
La halle sportive avec ses 4208 places, ici pour un match de Brûleurs de Loups.
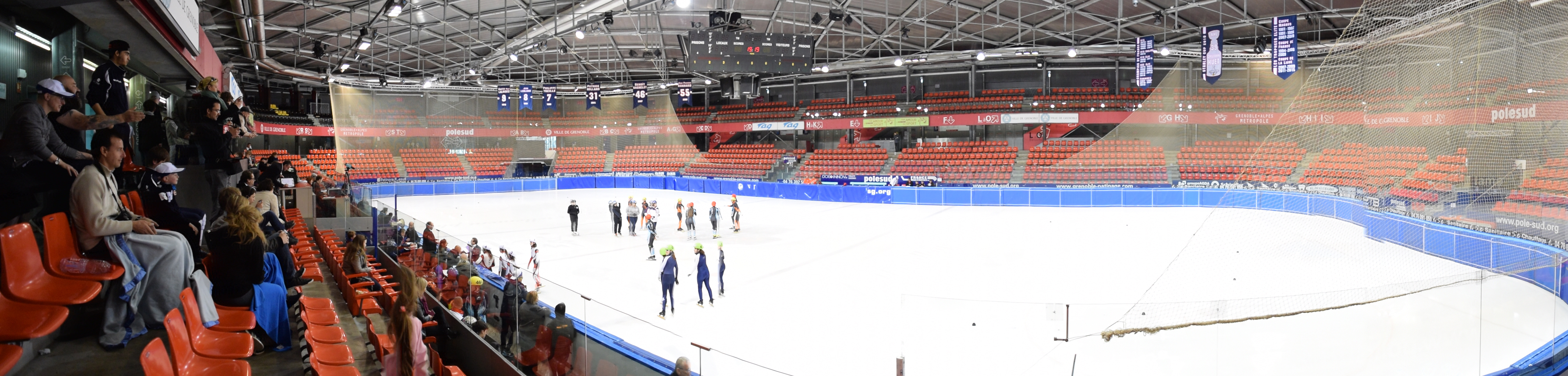
Panoramique de la patinoire Polesud durant les Championnats de France 2017 de Short-Track.